# كوجي موريموتو
كوجي موريموتو (باليابانية: 森本晃司 ) (و. 1959  م) هو مخرج أفلام، ورسام رسوم متحركة ياباني، ولد في واكاياما.

## وصلات خارجية
- كوجي موريموتو على موقع IMDb (الإنجليزية)
- كوجي موريموتو على موقع ألو سيني (الفرنسية)
- كوجي موريموتو على موقع ميوزك برينز (الإنجليزية)
- كوجي موريموتو على موقع أول موفي (الإنجليزية)
- كوجي موريموتو على موقع قاعدة بيانات الأفلام السويدية (السويدية)
- كوجي موريموتو على موقع ديسكوغز (الإنجليزية)
- كوجي موريموتو على موقع قاعدة بيانات الفيلم (الإنجليزية)
- كوجي موريموتو على موقع كينوبويسك (الروسية)
- كوجي موريموتو على موقع ANN person (الإنجليزية)